# رود راش
رود راش (بالإنجليزية: Road Rash)‏ ، هي لعبة فيديو إلكترونية من نوع رياضة سباق الدراجات النارية في الشوارع والطرقات، أنتجها ونشرها حصراً لشركة إلكترونيك آرتس الأمريكية، أول إصدار صدرت سنة 1991م وآخر إصداراتها الأخيرة سنة 2000م.

## سلاسل اللعبة
تتكون من 5 ألعاب تابعة لها وهي:
1. رود راش ، صدرت اللعبة سنة 1991م.[1]
2. رود راش II ، صدرت اللعبة سنة 1992م، والتي تنافس فيه الولايات الأمريكية الخمس ومنها : الأسكا وأريزونا.
3. رود راش 3 ، صدرت اللعبة سنة 1995 حصراً على نظام سيحا ميجا درايف ، وتحدث اللعبة في سبع بلدان العالم ومنها : المملكة المتحدة واليابان وأستراليا وكينيا.
4. رود راش 3دي ، صدرت اللعبة سنة 1998م.
5. رود راش 64 ، صدرت سنة 1999 حصراً لنظام نينتندو 64.
6. رود راش: جيل بريك ، صدرت اللعبة لنظام بلاي ستيشن سنة 2000م، ثم تلتها نظام جيم بوي أدفانس سنة 2003م.[2]